# M1917 revolver
A Colt Model 1917 (Colt M1917) amerikai gyártmányú hatlövetű revolver. Az első világháború alatt az amerikai hadsereg hiányában volt a rendszeresített Colt M1911 öntöltő pisztolynak, így felkérte a Coltot (és a Smith & Wessont), hogy készítsenek katonai revolvert a .45 ACP öntöltőpisztoly lőszerre. Ez a fegyver nem más, mint a Colt, New Service típusának rövidebb-dobos változata. A perem nélküli hüvelyű .45 ACP lőszert befogadó, félhold alakú acéltárcsával (half-moon clip) lehet betölteni és üríteni. A fegyvert a második világháború alatt újra elkezdték gyártani.

## Fordítás
- Ez a szócikk részben vagy egészben az M1917 revolver című angol Wikipédia-szócikk ezen változatának fordításán alapul.  Az eredeti cikk szerkesztőit annak laptörténete sorolja fel. Ez a jelzés csupán a megfogalmazás eredetét és a szerzői jogokat jelzi, nem szolgál a cikkben szereplő információk forrásmegjelöléseként.